# Bảng tổng sắp huy chương Thế vận hội Mùa hè 1964
Dưới đây là toàn bộ Bảng tổng sắp huy chương Thế vận hội Mùa hè 1964 diễn ra tại Tokyo, Nhật Bản. Thứ hạng của bảng tổng sắp đầu tiên dựa vào số huy chương Vàng mỗi quốc gia giành được, sau đó đến số huy chương Bạc và cuối cùng là huy chương Đồng. Nếu số huy chương mỗi loại của nhiều quốc gia như nhau, các quốc gia đó sẽ có cùng thứ hạng và xếp danh sách theo thứ tự bảng chữ cái.
| Hạng                | NOC                          | Vàng | Bạc | Đồng | Tổng số |
| ------------------- | ---------------------------- | ---- | --- | ---- | ------- |
| 1                   | Hoa Kỳ                       | 36   | 26  | 28   | 90      |
| 2                   | Liên Xô                      | 30   | 31  | 35   | 96      |
| 3                   | Nhật Bản                     | 16   | 5   | 8    | 29      |
| 4                   | Đoàn thể thao Đức thống nhất | 10   | 22  | 18   | 50      |
| 5                   | Ý                            | 10   | 10  | 7    | 27      |
| 6                   | Hungary                      | 10   | 7   | 5    | 22      |
| 7                   | Ba Lan                       | 7    | 6   | 10   | 23      |
| 8                   | Úc                           | 6    | 2   | 10   | 18      |
| 9                   | Tiệp Khắc                    | 5    | 6   | 3    | 14      |
| 10                  | Anh Quốc                     | 4    | 12  | 2    | 18      |
| 11                  | Bulgaria                     | 3    | 5   | 2    | 10      |
| 12                  | Phần Lan                     | 3    | 0   | 2    | 5       |
| 12                  | New Zealand                  | 3    | 0   | 2    | 5       |
| 14                  | România                      | 2    | 4   | 6    | 12      |
| 15                  | Hà Lan                       | 2    | 4   | 4    | 10      |
| 16                  | Thổ Nhĩ Kỳ                   | 2    | 3   | 1    | 6       |
| 17                  | Thụy Điển                    | 2    | 2   | 4    | 8       |
| 18                  | Đan Mạch                     | 2    | 1   | 3    | 6       |
| 19                  | Nam Tư                       | 2    | 1   | 2    | 5       |
| 20                  | Bỉ                           | 2    | 0   | 1    | 3       |
| 21                  | Pháp                         | 1    | 8   | 6    | 15      |
| 22                  | Thụy Sĩ                      | 1    | 2   | 1    | 4       |
| 22                  | Canada                       | 1    | 2   | 1    | 4       |
| 24                  | Bahamas                      | 1    | 0   | 0    | 1       |
| 24                  | Ethiopia                     | 1    | 0   | 0    | 1       |
| 24                  | Ấn Độ                        | 1    | 0   | 0    | 1       |
| 27                  | Hàn Quốc                     | 0    | 2   | 1    | 3       |
| 28                  | Trinidad và Tobago           | 0    | 1   | 2    | 3       |
| 29                  | Tunisia                      | 0    | 1   | 1    | 2       |
| 30                  | Pakistan                     | 0    | 1   | 0    | 1       |
| 30                  | Philippines                  | 0    | 1   | 0    | 1       |
| 30                  | Cuba                         | 0    | 1   | 0    | 1       |
| 30                  | Argentina                    | 0    | 1   | 0    | 1       |
| 34                  | Iran                         | 0    | 0   | 2    | 2       |
| 35                  | Nigeria                      | 0    | 0   | 1    | 1       |
| 35                  | Kenya                        | 0    | 0   | 1    | 1       |
| 35                  | Uruguay                      | 0    | 0   | 1    | 1       |
| 35                  | Ireland                      | 0    | 0   | 1    | 1       |
| 35                  | México                       | 0    | 0   | 1    | 1       |
| 35                  | Ghana                        | 0    | 0   | 1    | 1       |
| 35                  | Brasil                       | 0    | 0   | 1    | 1       |
| Tổng số (41 đơn vị) | Tổng số (41 đơn vị)          | 163  | 167 | 174  | 504     |